# Юденкова, Татьяна Витальевна
Татьяна Витальевна Юденкова — российский искусствовед, заведующая отделом живописи второй половины XIX — начала XX века Государственной Третьяковской галереи, ведущий научный сотрудник сектора русского искусства XVIII — начала XX века Научно-исследовательского института теории и истории изобразительных искусств Российской академии художеств, автор книг по истории русского искусства, доктор искусствоведения (2014).

## Биография
В середине 1980-х годов Татьяна Юденкова окончила исторический факультет Московского государственного университета имени М. В. Ломоносова. Тема дипломной работы была связана с деятельностью Московского общества любителей художеств, научный руководитель — Дмитрий Сарабьянов. С 1985 года является сотрудником Государственной Третьяковской галереи.
В 1998 году защитила кандидатскую диссертацию по теме «Духовный автопортрет общества в русской живописи 1870—1880-х гг.: И. Н. Крамской „Христос в пустыне“, И. Е. Репин „Не ждали“» и получила учёную степень кандидата искусствоведения. Место защиты — Государственный институт искусствознания, научный руководитель — Григорий Стернин.
В 2014 году защитила докторскую диссертацию по теме «Проблемы художественного собирательства П. М. и С. М. Третьяковых во второй половине XIX века: мировоззренческие аспекты» и получила учёную степень доктора искусствоведения. Место защиты — Научно-исследовательский институт теории и истории изобразительных искусств Российской академии художеств.
Татьяна Юденкова — заведующий отделом живописи второй половины XIX — начала XX века Государственной Третьяковской галереи, ведущий научный сотрудник сектора русского искусства XVIII — начала XX века Научно-исследовательского института теории и истории изобразительных искусств Российской академии художеств. Она принимала участие в организации ряда художественных выставок — в частности, была куратором раздела «Живопись XIX-XX веков» на выставке «Русский путь: от Дионисия до Малевича», состоявшейся в 2018—2019 годах в музеях Ватикана, а также куратором юбилейной выставки к 175-летию со дня рождения Репина, проходившей в 2019—2020 годах в Новой Третьяковке на Крымском Валу и в корпусе Бенуа Государственного Русского музея в Санкт-Петербурге. Юденкова неоднократно участвовала в передачах радиостанции «Эхо Москвы» из серий «Собрание Третьяковки» и «Музейные палаты».
Татьяна Юденкова написала ряд монографий и статей, посвящённых истории русского искусства XIX—XX веков, жизни и деятельности основателей Третьяковской галереи Павла и Сергея Третьяковых, а также творчеству художников Ильи Репина, Ивана Крамского и других. Отдельная публикация посвящена полотну Ильи Репина «Не ждали». В 2017 году за монографию «Братья Павел Михайлович и Сергей Михайлович Третьяковы: мировоззренческие аспекты коллекционирования во второй половине XIX века» (М., БуксМАрт, 2015) Юденкова была удостоена премии имени И. Е. Забелина в области научных исследований. В своём исследовании она рассматривает проблемы «развития художественного рынка в России второй половины XIX века» и корректирует ряд представлений, сложившихся в советские времена.

## СочиненияТ. В. Юденковой
- Крамской. — М.: Белый город, 1999. — 63 с. — ISBN 5-7793-0165-4.
- Илья Репин. — М.: Изобразительное искусство, 2005. — 96 с. — ISBN 5-85-200-388-3.
- Другой Третьяков. Судьба и коллекция одного из основателей Третьяковской галереи. — М.: Арт-Волхонка, 2012. — 392 с.
- Братья Павел Михайлович и Сергей Михайлович Третьяковы: мировоззренческие аспекты коллекционирования во второй половине XIX века. — М.: БуксМАрт, 2015. — 528 с.
- Илья Репин. — М., Государственная Третьяковская галерея, 2019. — 52 с. — ISBN 978-5-89580-256-4.
- Илья Репин. «Не ждали». — М., Государственная Третьяковская галерея, 2019. — 52 с. — ISBN 978-5-89580-234-2.